# مارسل تورنیر
مارسل تورنیر (انگلیسی: Marcel Tournier; ۵ ژانویهٔ ۱۸۷۹ – ۸ مهٔ ۱۹۵۱) آهنگساز، مربی موسیقی، و موسیقی‌دان اهل فرانسه بود.
وی همچنین برندهٔ جوایزی همچون لژیون دونور (شوالیه) و جایزه بزرگ رم شده‌است.